# Holmenkollbakken

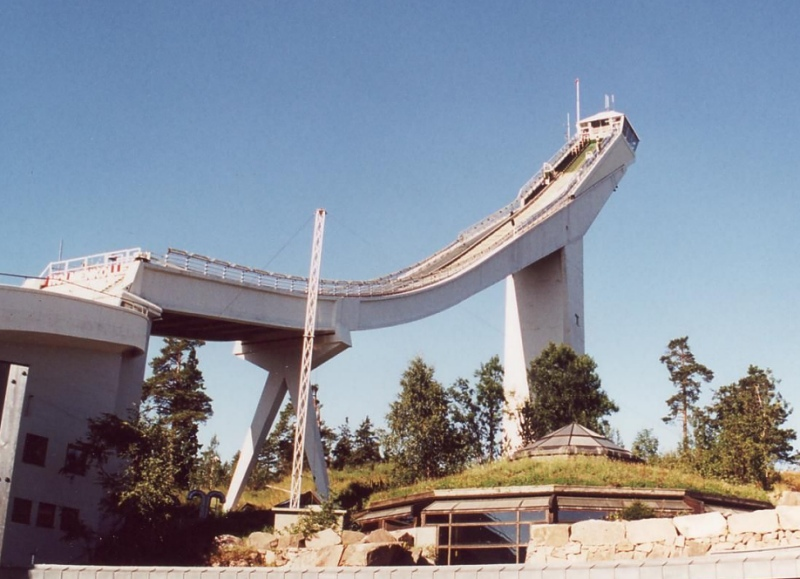

Holmenkollen é uma colina localizada na parte norte de Oslo, a capital da Noruega. A região é muito famosa pela prática de esportes de inverno, em particular pelo trampolim para o salto com esqui e pelas pistas de esqui de fundo. Durante o verão as pistas viram locais para passeios a pé ou a bicicleta.
Holmenkollbakken pode ser acessada através da linha de metro de Oslo. É uma das atrações turísticas mais importantes da Noruega, com um milhão de visitantes por ano.
Em Holmenkollen são disputadas a cada ano diversas competições nacionais e internacionais de esqui de fundo, salto com esqui, combinado nórdico e biatlo. Em 1952 foi sede das Olimpíadas de Inverno de Oslo. Em 1982 foi sede do Campeonato Mundial de Esqui Nórdico e será novamente sede do evento em 2011.

## O Trampolim de Holmenkollen

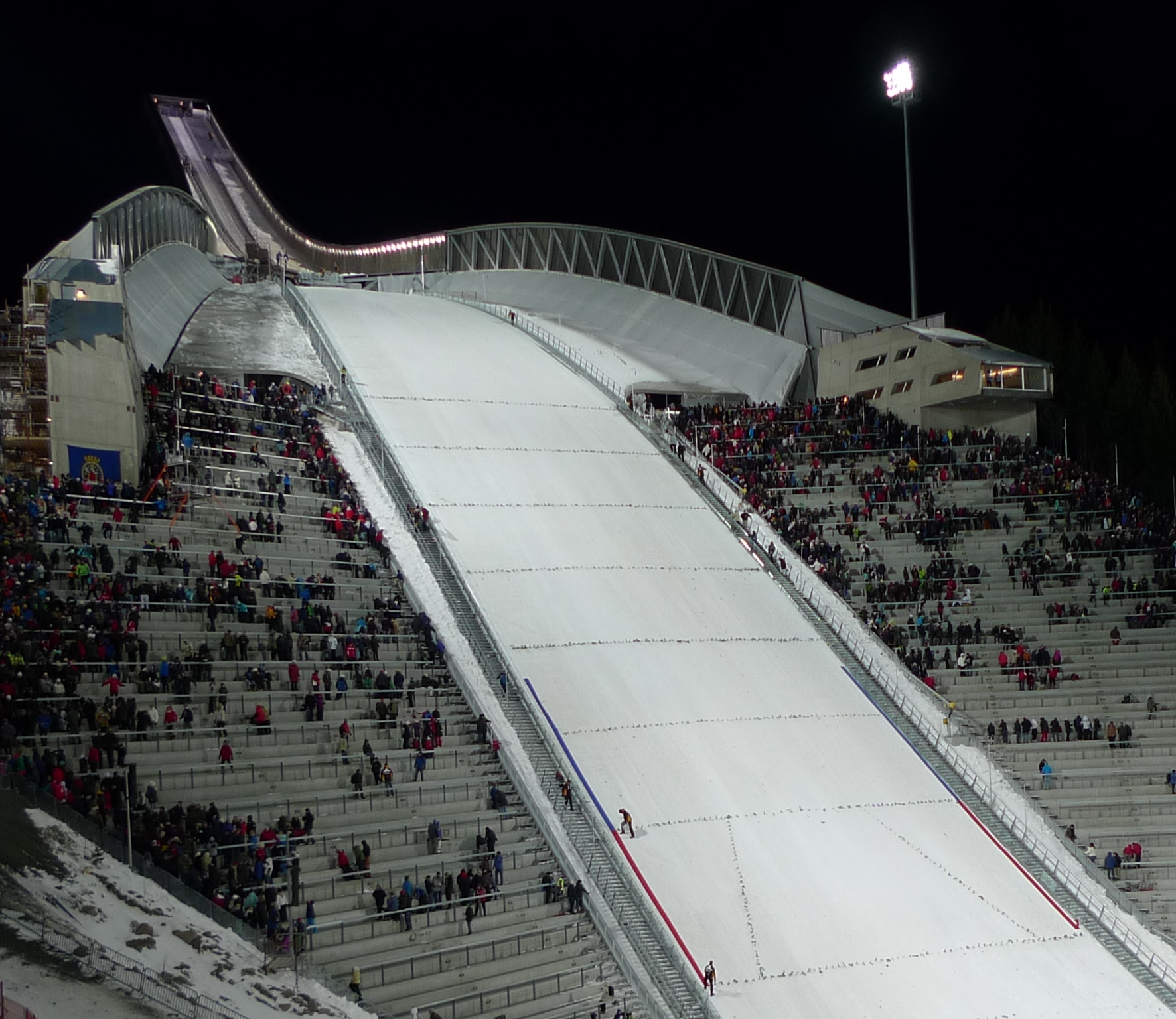

O trampolim de Holmenkollen é o mais velho trampolim para salto com esqui do mundo. Inaugurado em 31 de Janeiro de 1892, ele sofreu várias modificações durante os anos para melhorar as condições de salto, segurança e capacidade de público. Até hoje o trampolim foi reconstruído 14 vezes, a última em 1992 nas comemorações do seu centenário. É sede do Troféu Holmenkollen, uma das maiores competições de esqui nórdico do mundo; na primeira edição, em 1892, o combinado nórdico suscitou grande interesse e começou a se difundir nos demais países nórdicos e também na Alemanha e Áustria.
O recorde do trampolim é de 136 metros, alcançado em 25 de Janeiro de 2006 pelo norueguês Tommy Ingebrigtsen durante o campeonato nacional. O recorde feminino é de 128 metros da norueguesa Anette Sagen em 12 de Março de 2005.
A torre do trampolim tem 60 metros e está a 417 metros acima do nível do mar. Quando não é utilizada para eventos esportivos, a estrutura é aberta a visitação, que do alto podem admirar o panorama da cidade de Oslo. Na base está a sede do Museu do Esqui, que mostra a evolução do esqui e dedica amplo espaço para as duas edições das Olimpíadas de Inverno sediadas pela Noruega em 1952 em Oslo e 1994 em Lillehammer.